# It's Showtime
It's Showtime  è stata una federazione europea di kickboxing e arti marziali miste con sede ad Amsterdam, Paesi Bassi. È stata fondata nel 1998 e ha tenuto il suo primo spettacolo nel 1999 e l'ultimo alla fine del 2012.
Ha collaborato con K-1. Nel giugno 2012, It's Showtime è stata acquistata da Glory Sports International, per poi essere fusa alla loro nuova federazione Glory.

## Paesi ospitanti
Il primo evento si è tenuto nel 1999 nei Paesi Bassi.
I paesi che hanno ospitato gli eventi It's Showtime sono:
- Paesi Bassi
- Repubblica Ceca
- Belgio
- Regno Unito
- Portogallo
- Italia
- Turchia
- Ungheria
- Grecia
- Francia
- Polonia
- Spagna
- Giappone
- Brasile

## Classi di peso
- Pesi piuma: fino agli 61 kg
- Pesi superpiuma: fino ai 65 kg
- Pesi leggeri: fino ai 69 kg
- Pesi superleggeri: fino ai 73 kg
- Pesi welter: fino ai 77 kg
- Pesi medi: fino ai 85 kg
- Pesi mediomassimi: fino ai 95 kg
- Pesi massimi: oltre i 95 kg

## Atleti di rilievo
- Remy Bonjasky
- Hesdy Gerges
- Murthel Groenhart
- Nieky Holzken
- Melvin Manhoef
- Joerie Mes
- Alistair Overeem
- Robin van Roosmalen
- Semmy Schilt
- Andy Souwer
- Rico Verhoeven
- Jason Wilnis
- Gilbert Yvel
- Gago Drago
- Marat Grigorian
- Alexey Ignashov
- Dmitry Shakuta
- Cosmo Alexandre
- Alex Pereira
- Thiago Tavares
- Danyo Ilunga
- Chris Ngimbi
- Alviar Lima
- Errol Zimmerman

- Ondřej Hutník
- Stefan Leko
- Masahiro Yamamoto
- Cheick Kongo
- Yohan Lidon
- Giorgio Petrosyan
- Faldir Chahbari
- Chahid Oulad El Hadj
- Badr Hari
- Daniel Ghiță
- Artëm Levin
- Andy Ristie
- Rayen Simson
- Tyrone Spong
- Sergio Wielzen
- Björn Bregy
- Orono Wor Petchpun
- Pajonsuk SuperPro Samui
- Mourad Bouzidi
- Murat Direkçi
- Gökhan Saki
- Artur Kyshenko
- Andrew Tate